# La Melodía de la Calle
La Melodía de la Calle es el álbum de estudio debut del cantante estadounidense Tony Dize, publicado el 25 de marzo de 2008 por el sello WY Records y por la subsidiaria Machete Music, siendo distribuido por Universal Music Group.
El álbum contiene quince canciones y dos bonus tracks, siendo la canción más destacada el primer sencillo «Permítame» junto a Yandel. El título del álbum proviene del apodo del cantante.

## Concepto y grabación
Feliciano conoció al dúo Wisin & Yandel en 2003, quienes le ofrecieron apoyo en múltiples colaboraciones, además de firmar con su compañía en 2005. Durante las grabaciones del álbum colaborativo Los Vaqueros una de sus canciones, «Quizás», tuvo éxito crítico y comercial, destacando por el tono de su voz y letras románticas.
Durante la grabación de un vídeo promocional para «Quizás» en 2007, anunció que su álbum debut iba a incluir 15 canciones nuevas. Originalmente el álbum tuvo un lanzamiento tentativo para febrero de 2008, según las palabras oficiales del dúo, antes de ser publicado de manera definitiva en marzo.
Dentro de las canciones del álbum, el cantante destaca a «Líbrame Señor» como una pieza personal, ya que fue por esa canción que pudo conocer a Yandel. Dentro del contenido lírico, el cantante menciona que el álbum “[contiene] canciones que reflejan lo que es la vida, con temas con tristeza. Este disco significa mucho para mí”.

## Promoción

### Sencillos
- El primer sencillo, «Permítame», fue una colaboración realizada con Yandel, promocionado previo a la publicación del álbum.[8] Un vídeo musical fue dirigido por Marlon Peña, siendo grabado en California, Estados Unidos.[9] En la categoría Latin Rhythm Airplay de la revista Billboard, alcanzó la segunda posición.[10] Para los Premios Billboard de la Música Latina de 2009, fue nominado como Mejor Canción Latin Rhythm Airplay del Año, Solista.[11]

## Lista de canciones
| N.º   | Título                                     | Productor(es)            | Duración |  |
| 1.    | «Mi vida (Intro)»                          | Gómez                    | 3:17     |  |
| 2.    | «Avísame»                                  | Víctor · Nesty           | 3:04     |  |
| 3.    | «Descontrol» (con Wisin & Yandel)          | Víctor · Nesty · Marioso | 3:39     |  |
| 4.    | «El amor bailando»                         | Víctor · Nesty           | 3:08     |  |
| 5.    | «Vamos a hacerlo» (con Jayko)              | Víctor · Nesty · Puka    | 4:12     |  |
| 6.    | «Sufriendo»                                | Víctor · Gómez           | 3:26     |  |
| 7.    | «Permítame» (con Yandel)                   | Tainy                    | 3:05     |  |
| 8.    | «Entre los dos»                            | DNA · Marioso            | 2:29     |  |
| 9.    | «Halala» (con Franco “El Gorila” y Gadiel) | Víctor · Nesty           | 3:05     |  |
| 10.   | «Decirme no a mí»                          | Richie Peña              | 3:01     |  |
| 11.   | «Bien sudao'»                              | Víctor · Nesty           | 2:47     |  |
| 12.   | «Pa' darle» (con Wisin)                    | Víctor · Nesty · Puka    | 3:19     |  |
| 13.   | «Que te tiene así»                         | Víctor · Nesty           | 3:22     |  |
| 14.   | «Líbrame Señor»                            | Profesor Gómez           | 3:58     |  |
| 15.   | «Una mirada bastó»                         | Richie Peña              | 3:00     |  |
| 55:33 |                                            |                          |          |  |

| Bonus tracks |                                      |               |          |  |
| N.º          | Título                               | Productor(es) | Duración |  |
| 16.          | «Quizás (Versión Salsa)»             | Ángelo Torres | 4:12     |  |
| 17.          | «Quizás (Video)»                     | WY Records    | 3:06     |  |
| 18.          | «Quizás (Versión Remix)» (con Ken-Y) | WY Records    | 4:00     |  |

## Créditos y personal
Adaptados desde AllMusic.
- Gustavo López — Productor ejecutivo.
- Ángelo Torres — Dirección de arte, producción.
- Tony Feliciano Rivera — Artista principal, compositor.
- Mario DeJesús (Marioso) — Coproducción, mezcla, ingeniero de grabación.
- José Gómez (Profesor Gómez) — Compositor, producción.
- Ernesto F. Padilla — Compositor, producción.
- Víctor “El Nasi” Martínez — Compositor, mezcla, producción.
- Juan Luis Morera — Artista invitado, compositor.
- Llandel Veguilla — Artista invitado, compositor.
- Orlando Aponte (Puka) — Compositor, producción.
- John Steve Correa Patiño (Jayko) — Artista invitado, compositor.
- Marcos Masis — Compositor, producción.
- Víctor Báez Rivera (DNA) — Compositor, producción.
- Luis Francisco Cortes Torres (Franco “El Gorila”) — Artista invitado, compositor.
- Gadiel Veguilla Malavé — Artista invitado, compositor.
- Richie Peña — Compositor, producción.
- Eric Joel Rodríguez Rivera (Lobo) — Compositor (15, 16).
- Urbani Mota Cedeño, Alex Monserrate Sosa — Compositor, producción original.

## Posicionamiento en listas
| Listas (2008)                        | Mejor posición |
| ------------------------------------ | -------------- |
| Estados Unidos (Billboard 200)       | 195            |
| Estados Unidos (Latin Rhythm Albums) | 3              |
| Estados Unidos (Top Latin Albums)    | 8              |